# Inotropisme
L'inotropisme (du grec ancien ἴς, ís, ἰνός, ínos : « tendon, fibre des muscles » et τρόπος tropos : tourner, direction ) cardiaque désigne la contractilité myocardique, c'est-à-dire la capacité des cellules musculaires myocardiques à se contracter en réponse à un potentiel d'action. L'inotropisme est sous influence directe du système nerveux autonome.

## Médicaments inotropes positifs
Ils agissent :
- sur le système nerveux sympathique comme la dopamine, l'adrénaline, la noradrénaline, la dobutamine et/ou sont des sympathicomimétiques comme l'amphétamine, la cathinone, le bupropion, ou le méthyphenidate ;
- en inhibant la phosphodiestérase comme l'énoximone, la milrinone ;
- en inhibant la pompe Na+/K+ ATPase dans les membranes cellulaires des myocytes (cellules cardiaques), comme dans le cas des digitaliques (digoxine, digitoxine, ouabaïne) ;
- en sensibilisant la cellule à l'action du calcium, comme le lévosimendan.

D'autres molécules sont en cours de test, avec des mécanismes d'action variés :
- l'omecamtiv mecarbil est un activateur de la myosine de la cellule cardiaque ;
- L'istaroxime est en même temps un inhibiteur de la phosphodiestérase et un inhibiteur de la pompe Na+/K+ ATPase.

## Médicaments inotropes négatifs
À l'inverse, le système nerveux parasympathique (neurotransmetteur = acétylcholine) et les bêta-bloquants ont un effet inotrope négatif, c'est-à-dire provoquent une diminution de la contractilité myocardique.